# Tractatus logico-philosophicus
El Tractatus logico-philosophicus (TLP) (títol en llatí, amb el significat de "Tractat lògic-filosòfic") és una obra de filòsof austríac Ludwig Wittgenstein. El projecte de l'obra té com a objectiu general identificar les relacions entre llenguatge i realitat, així com definir els límits de la ciència. Està reconegut com una obra filosòfica rellevant del segle xx. G. E. Moore va suggerir el títol en llatí de l'obra com a homenatge al Tractatus Theologico-Politicus de Baruch Spinoza.

## Context i estructura de l'obra
Wittgenstein va escriure les notes per al Tractatus mentre era un soldat durant la Primera Guerra Mundial i el completà mentre era presoner de guerra a Como i posteriorment a Cassino, l'agost de 1918. Va ser inicialment publicat en alemany el 1921 com a Logisch-Philosophische Abhandlung. El Tractatus tingué influència principalment entre els positivistes lògics del Cercle de Viena, tals com Rudolf Carnap i Friedrich Waismann. L'article de Bertrand Russell "The Philosophy of Logical Atomism" es considera com una elaboració d'idees que hauria après de Wittgenstein.
El Tractatus fa servir de forma notòria un estil literari auster i succint. L'obra gairebé no conté argumentacions com a tals, sino que més aviat consisteix en afirmacions declaratives que es vol que siguin evidents per si mateixes. Les declaracions estan numerades jeràrquicament, amb set proposicions bàsiques en el nivell primari (numerades d'1 a 7). Segons nota al TLP del propi Wittgenstein, "Els nombres decimals, en tant que nombres de les proposicions particulars, indiquen el pes lògic de les proposicions, l'èmfasi que recau sobre elles en la meva exposició. Les proposicions n.1, n.2, n.3, etc., són observacions a la proposició núm. n; les proposicions n.m1, n.m2, etc., observacions a la proposició núm. n.m; i així successivament."
Les darreres obres de Wittgenstein, especialment les Philosophical investigations publicades pòstumament, van criticar moltes de les idees del Tractatus.

## Tesis principals
Hi ha set proposicions principals en el text. Són: 
1. El món és tot el que s'escau.
2. Allò que s'escau, el fet, és l'existència d'estats de coses.
3. Una imatge lògica dels fets és el pensament.
4. El pensament és la proposició plena de sentit.
5. La proposició és una funció de veritat de les proposicions elementals. (La proposició elemental és una funció de veritat de si mateixa.)
6. La forma general de la proposició de veritat és {\displaystyle [{\bar {p}},{\bar {\xi }},N({\bar {\xi }})]}. Això és la forma general de la proposició.
7. D'allò que no es pot parlar cal guardar-ne silenci.

### Proposició 1
El primer capítol és molt breu:
1 El món és tot el que s'escau.
1.1 El món és la totalitat dels fets, no de les coses.
1.11 El món està determinat pels fets i perquè aquests són tots els fets.
1.12 Perquè la totalitat dels fets determina el que s'escau i també tot el que no s'escau.
1.13 Els fets en l'espai lògic són el món.
1.2 El món es desfà en fets.
1.21 Quelcom es pot escaure o no, i tota la resta romandre igual.
Això, juntament amb el començament de 2, pot considerar-se com la part rellevant de la visió metafísica de Wittgenstein que ell usarà per a basar-hi la seva teoria figural del llenguatge, que concep el llenguatge com imatge o figura ("Bild").

### Proposicions 2 i 3
Aquestes seccions es refereixen a la visió de Wittgenstein conforme a la qual el món sensible, canviant, que percebem no està constituït de substància sinó de fets. La proposició 2 comença tractant els objectes, la forma i la substància.
2 Allò que s'escau, el fet, és l'existència d'estats de coses.
2.01 L'estat de coses és una unió d'objectes (coses).
La noció epistèmica és clarificada més endavant amb una discussió d'objectes o coses com a substàncies metafísiques.
2.0141 La possibilitat que té l'objecte d'aparèixer en estats de coses és la seva forma.
2.02 L'objecte és simple.
...
2.021 Els objectes formen la substància del món. Per això no poden ser compostos.
El seu ús de "compost" a 2.021 pot entendre's que significa una combinació de forma i matèria, en el sentit platònic.
La noció d'una Forma estàtica immutable i la seva identitat amb Substància representa la visió metafísica que ha resultat ser mantinguda com una assumpció per la immensa majoria de la tradició filosòfica occidental des de Plató i Aristòtil, en ser quelcom en el que van estar d'acord. "…el que s'anomena forma o substància és el que és engendrat." (Z.8 1033b13)
La visió oposada afirma que una Forma inalterable no existeix o, com a mínim, si existeix una tal cosa, conté una substància sempre canviant, relativa, en un constant estat de flux. Malgrat que aquesta visió va ser mantinguda per grecs com Heràclit, ha estat present tan sols en la perifèria de la tradició occidental des d'aleshores. És generalment coneguda avui només en visions metafísiques "orientals" on el concepte primari de substància és Qi, o quelcom similar, que persisteix a través i més enllà de qualsevol Forma. La primera visió es mostra com a sostinguda per Wittgenstein en les següents proposicions:
2.024 La substància és el que és estable independentment del que s'escau.
2.025 La substància és forma i contingut.
...
2.026 Només si hi ha objectes pot haver-hi una forma invariable del món.
2.027 El que és invariable, el que és estable i l'objecte són una sola cosa.
2.0271 L'objecte és el que és invariable, el que és estable; la configuració és el que és canviant, inestable.
Malgrat que Wittgenstein en gran manera no té en compte Aristòtil (la biografia de Ray Monk suggereix que mai no havia llegit Aristòtil) sembla que compartien algunes visions anti-platòniques sobre la qüestió universal/particular en relació amb substàncies primàries. En el seu Llibre Blau ataca explícitament els universals. "La idea d'un concepte general que constituiria una propietat comuna de les seves instàncies particulars es remunta a altres idees primitives, massa simples, sobre l'estructura del llenguatge. És comparable amb la idea conforme a la qual les propietats són ingredients de les coses que tenen les propietats; per exemple, que la bellesa és un ingredient de les coses belles com l'alcohol ho és de la cervesa o del vi, i que per tant podem tenir bellesa pura, no adulterada."
I Aristòtil hi està d'acord: "L'universal no pot ésser una substància de la forma en que una essència ho és …" (Z.13 1038b17) i comença a traçar la ratlla i a allunyar-se dels conceptes de Formes universals mantingudes pel seu mestre Plató.
El concepte d'Essència, presa aïlladament és una potencialitat, i la seva combinació amb matèria és la seva actualitat. "Primer, la substància d'una cosa és peculiar d'ella i no pertany a qualsevol altra cosa." (Z.13 1038b10), és a dir, no universal, i nosaltres sabem que això és essència. Aquest concepte de forma/substància/essència, que acabem de reduir a un, presentat com a potencial és també, aparentment, mantingut per Wittgenstein:
2.033 La forma és la possibilitat de l'estructura.
2.034 L'estructura del fet consta de les estructures dels estats de coses.
2.04 La totalitat dels estats de coses existents és el món.
Aquí acaba el que Wittgenstein considera que són els punts rellevants de la seva visió metafísica i ell comença, a 2.1, a usar aquesta visió per donar suport a la seva teoria del llenguatge com a figura.
"La noció de substància del Tractatus és l'anàleg modal de la noció temporal de Kant. On, per Kant, substància és el que 'persisteix' (per tant, existeix sempre), per Wittgenstein és el què, en sentit figurat, 'persisteix' a través d'un 'espai' de possibles paraules."
Tant si les nocions aristotèliques de substància arribaren a Wittgenstein via Immanuel Kant, or via Bertrand Russell, o fins i tot si Wittgenstein arribà a les seves nocions intuïtivament, el cas és que no es pot deixar de veure que hi són.
Les següents tesis de 2. i 3. i les seves proposicions subsidiàries constitueixen la "teoria figural del llenguatge" (o teoria del llenguatge com a figura, com a imatge) de Wittgenstein. Es poden resumir així:
- El món consisteix en una totalitat d'estats de coses interconnectades, i les proposicions fan "figuracions" del món.
- Perquè una figura representi un determinat fet cal que d'alguna manera posseeixi la mateixa estructura lògica que el fet. La figura és un estàndard de realitat. D'aquesta manera, l'expressió lingüística pot ser vista com una forma de projecció geomètrica, on el llenguatge és la forma canviant de projecció però l'estructura lògica de l'expressió constitueix el que són les relacions geomètriques immutables.
- No podem dir amb llenguatge el què és comú en les estructures, més aviat pot ser mostrat, ja que qualsevol llenguatge que usem es sustentarà també en aquesta relació i, per tant, no podem sortir-nos del nostre llenguatge amb llenguatge.

### Proposicions 4 i 5
Les proposicions de 4. són significatives en la mesura en què contenen algunes de les declaracions de Wittgenstein més explícites sobre la natura de la filosofia i la distinció entre el que pot ser dit i el que pot ser només mostrat. És aquí, per tant, on fa per primer cop la distinció entre proposicions materials i gramaticals, establint que:
4.003 La major part de les proposicions i qüestions que s'han escrit sobre matèries filosòfiques no són falses, sinó insensates. D'aquí que no puguem contestar de cap manera preguntes d'aquesta naturalesa, sinó només constatar la seva insensatesa. La major part de qüestions i proposicions dels filòsofs depenen del fet que nosaltres no entenem la lògica del llenguatge
(Són del tipus de la pregunta de si el bé és més o menys idèntic que el bell.)
I no és sorprenent que els problemes més profunds no siguin pròpiament cap mena de problemes.
Un tractat filosòfic pretén dir quelcom on res pot ser dit adequadament. És formulat sobre la idea que la filosofia por ésser tractada de forma anàloga a les ciències naturals; que els filòsofs cerquen la construcció de teories vertaderes. Aquest sentit de la filosofia no coincideix amb la concepció que Wittgenstein en té.
4.1 La proposició exposa l'existència i no existència dels estats de coses.
4.11 La totalitat de les proposicions vertaderes és tota la ciència natural (o la totalitat de les ciències naturals).
4.111 La filosofia no és cap de les ciències naturals.
La paraula «filosofia» ha de significar quelcom que està per sobre o per sota de les ciències naturals, però no al seu costat.)
4.112 La finalitat de la filosofia és la clarificació lògica dels pensaments.
La filosofia no és cap doctrina, sinó una activitat.
Una obra filosòfica consta essencialment de dilucidacions.
El resultat de la filosofia no són «proposicions filosòfiques», sinó l'aclariment de les proposicions.
La filosofia ha de clarificar i ha d'eliminar rigorosament els pensaments que, si no, són, per dir-ho així, tèrbols i borrosos.
...
4.113 La filosofia limita el terreny discutible de la ciència natural.
4.114 Ha de delimitar el que és pensable i, així, l'impensable.
Des de dins, i a través del que és pensable, ha de delimitar l'impensable.
4.115 Significarà l'indicible tot exposant clarament el que es pot dir.
Cal atribuir a Wittgenstein la invenció o com a mínim la popularització de les taules de veritat (TLP 4.31) i de les condicions de veritat (TLP 4.431) que avui dia constitueixen l'anàlisi semàntica estàndard de la lògica sentencial de primer ordre. Per a Wittgenstein, la importància filosòfica de tal mètode era que mitigava una confusió, en concret la idea que les inferències lògiques estan justificades per normes. Si una forma argumental és vàlida, la conjunció de les premisses serà lògicament equivalent amb la conclusió i això es pot veure clarament en una taula de veritat; hi està mostrat. El concepte de tautologia és per tant central en l'exposició de la conseqüència lògica en el Tractatus de Wittgenstein, que és estrictament deductiva.
5.13 Que la veritat d'una proposició se segueix de la veritat d'altres proposicions ho veiem a partir de l'estructura de les proposicions.
5.131 Si la veritat d'una proposició se segueix de la veritat d'altres, això s'expressa a través de relacions, perquè és en relacions recíproques tal com es troben les formes d'aquelles proposicions; i, per cert, que no ens cal començar a posar-les en aquelles relacions —tot unint-les mútuament en una proposició—, sinó que aquestes relacions són internes i existeixen tan bon punt aquelles proposicions existeixen, i precisament per això.
...
5.132 Si se segueix p de q, llavors des de q puc concloure p; puc deduir p a partir de q.
El tipus de conclusió s'ha de desprendre només de les dues proposicions.
Només elles mateixes poden justificar la conclusió.
«Lleis d'inferència» que hagin de justificar les conclusions —com és el cas en Frege i Russell—, són sense sentit i serien supèrflues.

### Proposició 6
Al començament de la proposició 6, Wittgenstein postula la forma essencial de totes les sentències o proposicions. Fa servir la notació {\displaystyle [{\bar {p}},{\bar {\xi }},N({\bar {\xi }})]}, on
- {\displaystyle {\bar {p}}} representa totes les proposicions atòmiques,
- {\displaystyle {\bar {\xi }}} representa qualsevol subconjunt de proposicions, i
- {\displaystyle N({\bar {\xi }})} representa la negació de totes les proposicions que componen {\displaystyle {\bar {\xi }}}.

El que la proposició 6. diu realment és que qualsevol sentència lògica pot ésser derivada d'una sèrie d'operacions NO-O (en anglès NOR) (negació conjunta) en la totalitat de les proposicions atòmiques. Es tracta, de fet, d'un molt conegut teorema lògic formulat per Henry M. Sheffer, del que Wittgenstein se'n serveix. El resultat de Sheffer estava, no obstant, restringit al càlcul proposicional i, per tant, tenia una menor rellevància. L'operador N de Wittgenstein és no obstant un anàleg infinitari de la "barra de Sheffer" (|), que aplicada a un conjunt de proposicions produeix una proposició que és equivalent a la negació de qualsevol membre d'aquest conjunt. Wittgenstein mostra que aquest operador pot manejar el conjunt de predicat lògic amb identitat, fent la definició dels quantificadors a la proposició 5.52, i mostrant a 5.53-5.532 com la identitat podrà aleshores ésser tractada.
Les proposicions subsidiàries de 6. contenen més reflexions filosòfiques sobre la lògica, el pensament, l'a priori i el transcendental. Els passatges finals argumenten que la lògica i les matemàtiques expressen només tautologies i són transcendentals, és a dir, resten fora del món del subjecte metafísic. Al seu torn, un llenguatge lògicament "ideal" no pot substituir el significat, només pot reflectir el món i, per tant, sentències en un llenguatge lògic no poden romandre amb sentit si no són merament reflexos dels fets.
En les pàgines finals, Wittgenstein vira cap al que pot ser vist com a consideracions religioses. Això es fonamenta en l'interstici entre les proposicions 6.3 i 6.4. Un positivista lògic podria acceptar les proposicions del Tractatus abans de 6.4 Però 6.41 i les successives proposicions argumenten que l'ètica és també transcendental i, per tant, no podem examinar-la amb llenguatge, en tant que és una forma d'estètica i no pot ésser expressada.
Comença parlant de la voluntat, de la vida després de la mort i de Déu. En el seu examen d'aquestes qüestions argumenta que totes les discussions o consideracions al seu voltant són un mal ús de la lògica. Específicament, com que el llenguatge lògic només pot reflectir el món, qualsevol discussió d'allò místic, allò que roman fora del món del subjecte metafísic, és sense sentit. Això suggereix que molts dels àmbits tradicionals de la filosofia, per exemple, ètica i metafísica, no poden de fer ésser tractades amb sentit. Qualsevol intent de tractar-les immediatament perd tot sentit. Això també suggereix que el seu propi projecte d'intentar explicar el llenguatge és impossible precisament per aquestes raons. Ell suggereix que el projecte de la filosofia ha d'ésser abandonat, en darrer terme, per aquelles práctiques lògiques que intenten de reflectir el món, i no el que és fora d'aquest. Les ciències naturals són aquest tipus de pràctica, suggereix.
Al final del text manlleva una analogia d'Arthur Schopenhauer, i compara el llibre amb una escala que cal llençar un cop s'hi ha pujat.

### Proposició 7
En tant que darrera línia del llibre, la proposició 7 no té proposicions suplementàries. El llibre s'acaba establint: "D'allò que no es pot parlar, cal guardar-ne silenci." („Wovon man nicht sprechen kann, darüber muss man schweigen.")

### Traduccions al català
- Wittgenstein, Ludwig; Terricabras, Josep Maria (traductor). Tractatus Logico-Philosophicus.  Barcelona, 1981: Editorial Laia (Textos Filosòfics, 3).
- Wittgenstein, Ludwig; Ordi Fernández, Joan (trad.) «Tractatus Logico-Philosophicus. Traducció al català de l'edició crítica.» (pdf). Anuari de la Societat catalana de Filosofia, XVI, 2004/2005, pàgs. 117-217 [Consulta: 10 febrer 2017].